# Dexter (Michigan)
Dexter is een plaats (village) in de Amerikaanse staat Michigan, en valt bestuurlijk gezien onder Washtenaw County.

## Demografie
Bij de volkstelling in 2000 werd het aantal inwoners vastgesteld op 2338.
In 2006 is het aantal inwoners door het United States Census Bureau geschat op 3242, een stijging van 904 (38,7%).

## Geografie
Volgens het United States Census Bureau beslaat de plaats een oppervlakte van
4,9 km², geheel bestaande uit land. Dexter ligt op ongeveer 265 m boven zeeniveau.

## Plaatsen in de nabije omgeving
De onderstaande figuur toont nabijgelegen plaatsen in een straal van 16 km rond Dexter.